# Estivaux
Estivaux (okzitanisch Estivau) ist eine französische Gemeinde im Département Corrèze am westlichen Rand des Zentralmassivs. Die Gemeinde ist Mitglied des Gemeindeverbandes Communauté d’agglomération du Bassin de Brive. Die Einwohner nennen sich Estivausien(nes).

## Geografie
Tulle, die Präfektur des Départements, liegt ungefähr 30 Kilometer leicht südöstlich, Brive-la-Gaillarde etwa 24 Kilometer leicht südöstlich und Uzerche rund 18 Kilometer nordöstlich. Das Gemeindegebiet wird von der Vézère durchflossen.

### Nachbargemeinden
Nachbargemeinden von Estivaux sind Vigeois im Norden, Perpezac-le-Noir im Nordosten, Saint-Bonnet-l’Enfantier im Südosten, Allassac im Süden, Voutezac im Südwesten und Orgnac-sur-Vézère im Westen.

### Verkehr
Die Anschlussstelle 46 zur Autoroute A20 liegt etwa elf Kilometer östlich.
Der Fernwanderweg GR46 durchquert das Gebiet der Gemeinde.

## Wappen
Beschreibung: Das Wappen ist geviert, im roten Feld 1 und 4 ein silberner Zinnenturm, im Feld 2 und 3 in Rot ein endgespitzes silbernes Kreuz von je einer goldenen Lilie bewinkelt.

## Bevölkerungsentwicklung
| Jahr      | 1962 | 1968 | 1975 | 1982 | 1990 | 1999 | 2007 | 2016 |
| Einwohner | 378  | 443  | 378  | 340  | 322  | 367  | 373  | 425  |

## Sehenswürdigkeiten
- Der Dolmen von Estivaux, ein neolithisches Großsteingrab[1][2].
- Kirche Saint-Martial